# Parotia
Parotia es un género de aves paseriformes de la familia Paradisaeidae y lo forman seis especies de aves del paraíso endémicas de Nueva Guinea. Su rasgo más característico son las seis largas plumas que sobresalen de la cabeza de los machos.

## Especies
Se reconocen las siguientes según IOC:
- Parotia sefilata (Forster, JR, 1781)
- Parotia carolae Meyer, AB, 1894
- Parotia berlepschi Kleinschmidt, O, 1897
- Parotia lawesii Ramsay, EP, 1885
- Parotia helenae De Vis, 1897
- Parotia wahnesi Rothschild, 1906